# Végtelen vonat
A Végtelen vonat (eredeti cím: Infinity Train) 2019 és 2021 között vetített vetített amerikai számítógépes animációs drámasorozat, amelyet Owen Dennis alkotott, aki korábban a Parkműsor írója volt. A sorozat Próbaepizódját 2016. november 1-jén adta ki a Cartoon Network, majd a pozitív fogadtatás miatt berendeltek egy teljes minisorozatot, amelyet 2019. augusztus 5-én mutatott be az amerikai Cartoon Network. Az első évad befejezése után bejelentették, hogy a sorozat antológia sorozatként folytatódik. A harmadik évadtól az amerikai HBO Max-on jelent meg.
Magyarországon a HBO Max mutatta be 2022. április 22-én.

## Ismertető
A sorozat egy gigantikus, titokzatos és végtelennek tűnő vonaton játszódik, amelynek vagonaiban sokféle bizarr, fantasztikus és lehetetlen környezet található. A vonat utasai kocsiról kocsira haladnak olyan kihívások teljesítésével, amelyek segítségével megoldják lelki traumáikat és érzelmi problémáikat.

## Szereplők
- Tulip Olsen: 13 éves lány, akinek szülei válnak. A vonaton találja magát csapdába, amikor egy játéktervezői táborba próbált eljutni.
- One-One: Gömb alakú robot, amely két különálló félgömb alakú robotból áll. Kiderül, hogy ő a vonat vezetője. Glad-One az optimista része. Sad-One a komor és pesszimista része.
- Atticus: Beszélő corgi, Corginia királya. Elkíséri Tulipot.
- "TT": Tulip tükörképe, amelyet Tulip szabadított meg a tükörvilágtól.
- A macska: Beszélő macska, aki gyűjtő és szélhámos, különféle vállalkozásokat vezet a vonaton. Kiderül, hogy Samantha a neve, és Simon társa volt, amikor először felszállt a vonatra.
- Randal: Likvid személy, aki tetszés szerint készít másolatokat önmagáról.
- Amelia Hughes: Egy utas, aki elbitorolta a kalauzi pozícióját One-One-nak, abban a reményben, hogy a vonat segítségével újraalkothatja halott férjét, Alrick Timmenst. Majd One-One-nal dolgozik, hogy jóvá tegye és helyrehozza a vonaton elkövetett hibákat.
- The Steward: Fenyegető robot, amely segíti a kalauzt.
- Ghoms: Kutya-csótányszerű lények, amelyek a Wasteland-ben a vonaton kívül laknak, és megpróbálják kiszívni az életerőt az élőkből.
- Megan Olsen: Tulip édesanyja és Andy volt felesége, aki ápolónőként dolgozik.
- Andy Olsen: Tulip depressziós apja és Megan volt férje.
- Mikayla: Tulip legjobb barátja.
- A tükörkép-rendőrség: Rendőrpár, akik üldözik TT-t, hogy elpusztítsák, amiért elhagyta a Tulipán tükörképeként viselt felelősségét.
  - Mace ügynök: A csapat mogorva rangidős tagja.
  - Sieve ügynök: A csapat vidámabb tagja.
- Jesse Cosay: Utas, aki TT barátja lesz, és segít neki megszökni a vonatról. Könnyed és barátságos, de nehezen tud ellenállni a csoportnyomásnak; a vonaton szerzett tapasztalatai megtanítják arra, hogyan álljon ki barátai és öccse mellett.
- Alan Dracula: Varázslatos alakváltó fehérfarkú szarvas, a vonat lakója, aki elkíséri TT-t és Jesse-t.
- Grace Monroe: Az Apex, egy utasokból álló banda vezetője, akiknek célja, hogy növeljék a létszámukat, hogy korlátlan ideig a vonaton maradhassanak, és úgy gondolják, hogy One-One egy szélhámos, aki bitorolja a kalauz szerepét. Fokozatosan kezdi belátni a hibáit, és úgy dönt, hogy megpróbálja kijavítani.
- Simon Laurent: Grace helyettese és legjobb barátja. Bár ők ketten nagyon közel állnak egymáshoz, fokozatosan eltávolodnak egymástól, mivel Simon nem hajlandó beismerni a hibáit és tanulni belőlük.
- Nathan "Nate" Cosay: Jesse öccse.
- Varangy / Terrence: Varangy, akit az utasoknak meg kell rúgniuk, hogy kiszállhassanak a varangy-kocsiból.

## Szereposztás

### Főszereplők
| Szereplő           | Eredeti hang          | Magyar hang     | Évadok     | Évadok         | Évadok     | Évadok     |
| Szereplő           | Eredeti hang          | Magyar hang     | 1          | 2              | 3          | 4          |
| ------------------ | --------------------- | --------------- | ---------- | -------------- | ---------- | ---------- |
| Tulip Olsen        | Ashley Johnson        | Engel-Iván Lili | Főszereplő |                |            |            |
| Lake / Tükör Tulip | Ashley Johnson        | Engel-Iván Lili | Vendég     | Főszereplő     |            |            |
| Glad-One           | Jeremy Crutchley      | Kautzky Armand  | Főszereplő | Mellékszereplő |            |            |
| Sad-One            | Owen Dennis           | Kerekes József  | Főszereplő | Mellékszereplő |            |            |
| Atticus            | Ernie Hudson          | Bognár Tamás    | Főszereplő |                |            |            |
| Jesse Cosay        | Robbie Daymond        | Pál Dániel Máté |            | Főszereplő     |            |            |
| Alan Dracula       | nem beszél            | nem beszél      |            | Főszereplő     |            |            |
| Grace Monroe       | Kirby Howell-Baptiste | Mayer Szonja    |            | Mellékszereplő | Főszereplő |            |
| Simon Laurent      | Kyle McCarley         | Mayer Marcell   |            | Mellékszereplő | Főszereplő |            |
| Hazel              | Isabella Abiera       |                 |            |                | Főszereplő |            |
| Tuba               | Diane Delano          |                 |            |                | Főszereplő |            |
| Min-Gi Park        | Johnny Young          |                 |            |                |            | Főszereplő |
| Ryan Akagi         | Sekai Murashige       |                 |            |                |            | Főszereplő |
| Kez                | Minty Lewis           |                 |            |                |            | Főszereplő |

### Mellékszereplők
| Szereplő            | Eredeti hang         | Magyar hang        | Évadok         | Évadok         | Évadok         | Évadok         |
| Szereplő            | Eredeti hang         | Magyar hang        | 1              | 2              | 3              | 4              |
| ------------------- | -------------------- | ------------------ | -------------- | -------------- | -------------- | -------------- |
| A Macska / Samantha | Kate Mulgrew         | Kiss Erika         | Mellékszereplő | Vendég         | Mellékszereplő | Vendég         |
| Randall             | Rhys Darby           | Sörös Miklós       | Mellékszereplő | Mellékszereplő | Vendég         |                |
| Amelia Hughes       | Lena Headey          | Németh Borbála     | Mellékszereplő |                | Mellékszereplő | Mellékszereplő |
| The Steward         | Ashley Johnson       | N/A                | Mellékszereplő | Vendég         | Vendég         | Mellékszereplő |
| Ghoms               | Dee Bradley Baker    | eredeti hang       | Mellékszereplő | Vendég         | Mellékszereplő |                |
| Megan Olsen         | Audrey Wasilewski    | Kisfalvi Krisztina | Mellékszereplő |                |                |                |
| Andy Olsen          | Mark Fite            | Holl Nándor        | Mellékszereplő |                |                |                |
| Mikayla             | Reagan Gomez-Preston | N/A                | Mellékszereplő |                |                |                |
| Mace ügynök         | Ben Mendelsohn       | Gacsal Ádám        | Vendég         | Mellékszereplő |                |                |
| Sieve ügynök        | Bradley Whitford     | Potocsny Andor     | Vendég         | Mellékszereplő |                |                |
| Nate Cosay          | Justin Felbinger     | Gáll Dávid         |                | Mellékszereplő |                |                |
| Varangy / Terrence  | Owen Dennis          | Kisfalusi Lehel    |                | Mellékszereplő |                |                |

### Magyar változat
- Főcím: Pál Tamás
- Magyar szöveg: Dame Nikolett
- Szinkronrendező: Pupos Tímea

A szinkront az Iyuno-SDI Group készítette.

## Évados áttekintés
| Évad | Évad | Epizódok | Eredeti sugárzás    | Eredeti sugárzás    | Magyar sugárzás   | Magyar sugárzás   |
| Évad | Évad | Epizódok | Évadpremier         | Évadfinálé          | Évadpremier       | Évadfinálé        |
| ---- | ---- | -------- | ------------------- | ------------------- | ----------------- | ----------------- |
|      | 1    | 10       | 2019. augusztus 5.  | 2019. augusztus 9.  | 2022. április 22. | 2022. április 22. |
|      | 2    | 10       | 2020. január 6.     | 2020. január 10.    | 2022. július 9.   | 2022. július 9.   |
|      | 3    | 10       | 2020. augusztus 13. | 2020. augusztus 27. |                   |                   |
|      | 4    | 10       | 2021. április 15.   | 2021. április 15.   |                   |                   |

## Epizódok

### 1. évad
| #   | #   | Angol cím          | Magyar cím           | Írta                                                        | Eredeti premier    | Magyar premier    |
| --- | --- | ------------------ | -------------------- | ----------------------------------------------------------- | ------------------ | ----------------- |
| 1.  | 1.  | The Grid Car       | A fékezőkocsi        | Lindsay Katai, Madeline Queripel, Owen Dennis, Cole Sanchez | 2019. augusztus 5. | 2022. április 22. |
| 2.  | 2.  | The Beach Car      | A strand-kocsi       | Alex Horab                                                  | 2019. augusztus 5. | 2022. április 22. |
| 3.  | 3.  | The Corgi Car      | A corgi-kocsi        | Owen Dennis, Justin Michael                                 | 2019. augusztus 6. | 2022. április 22. |
| 4.  | 4.  | The Crystal Car    | A kristály-kocsi     | Lindsay Katai                                               | 2019. augusztus 6. | 2022. április 22. |
| 5.  | 5.  | The Cat's Car      | A Macska kocsija     | Justin Michael                                              | 2019. augusztus 7. | 2022. április 22. |
| 6.  | 6.  | The Unfinished Car | A befejezetlen-kocsi | Alex Horab                                                  | 2019. augusztus 7. | 2022. április 22. |
| 7.  | 7.  | The Chrome Car     | A króm-kocsi         | Lindsay Katai                                               | 2019. augusztus 8. | 2022. április 22. |
| 8.  | 8.  | The Ball Pit Car   | A labdamedence-kocsi | Alex Horab                                                  | 2019. augusztus 8. | 2022. április 22. |
| 9.  | 9.  | The Past Car       | A múlt-kocsi         | Justin Michael                                              | 2019. augusztus 9. | 2022. április 22. |
| 10. | 10. | The Engine         | A mozdony            | Lindsay Katai                                               | 2019. augusztus 9. | 2022. április 22. |

### 2. évad
| #   | #   | Angol cím            | Magyar cím           | Írta           | Eredeti premier  | Magyar premier  |
| --- | --- | -------------------- | -------------------- | -------------- | ---------------- | --------------- |
| 11. | 1.  | The Black Market Car | A feketepiac-kocsi   | Justin Michael | 2020. január 6.  | 2022. július 9. |
| 12. | 2.  | The Family Tree Car  | A családfa-kocsi     | Lindsay Katai  | 2020. január 6.  | 2022. július 9. |
| 13. | 3.  | The Map Car          | A térkép-kocsi       | Alex Horab     | 2020. január 7.  | 2022. július 9. |
| 14. | 4.  | The Toad Car         | A Varangy kocsija    | Justin Michael | 2020. január 7.  | 2022. július 9. |
| 15. | 5.  | The Parasite Car     | A parazita-kocsi     | Justin Michael | 2020. január 8.  | 2022. július 9. |
| 16. | 6.  | The Lucky Cat Car    | A kabalamacska-kocsi | Lindsay Katai  | 2020. január 8.  | 2022. július 9. |
| 17. | 7.  | The Mall Car         | A pláza-kocsi        | Alex Horab     | 2020. január 9.  | 2022. július 9. |
| 18. | 8.  | The Wasteland        | A pusztaság          | Lindsay Katai  | 2020. január 9.  | 2022. július 9. |
| 19. | 9.  | The Tape Car         | A kazetta-kocsi      | Justin Michael | 2020. január 10. | 2022. július 9. |
| 20. | 10. | The Number Car       | A számozó-kocsi      | Alex Horab     | 2020. január 10. | 2022. július 9. |

### 3. évad
| #   | #   | Angol cím                                  | Magyar cím | Írta           | Eredeti premier     | Magyar premier |
| --- | --- | ------------------------------------------ | ---------- | -------------- | ------------------- | -------------- |
| 21. | 1.  | The Musical Car                            |            | Justin Michael | 2020. augusztus 13. |                |
| 22. | 2.  | The Jungle Car                             |            | Alex Horab     | 2020. augusztus 13. |                |
| 23. | 3.  | The Debutante Ball Car                     |            | Lindsay Katai  | 2020. augusztus 13. |                |
| 24. | 4.  | Le Chat Chalet Car                         |            | Alex Horab     | 2020. augusztus 13. |                |
| 25. | 5.  | The Color Clock Car                        |            | Justin Michael | 2020. augusztus 13. |                |
| 26. | 6.  | The Campfire Car                           |            | Lindsay Katai  | 2020. augusztus 20. |                |
| 27. | 7.  | The Canyon of the Golden Winged Snakes Car |            | Lindsay Katai  | 2020. augusztus 20. |                |
| 28. | 8.  | The Hey Ho Whoa Car                        |            | Justin Michael | 2020. augusztus 20. |                |
| 29. | 9.  | The Origami Car                            |            | Alex Horab     | 2020. augusztus 27. |                |
| 30. | 10. | The New Apex                               |            | Justin Michael | 2020. augusztus 27. |                |

### 4. évad
| #   | #   | Angol cím            | Magyar cím | Írta           | Eredeti premier   | Magyar premier |
| --- | --- | -------------------- | ---------- | -------------- | ----------------- | -------------- |
| 31. | 1.  | The Twin Tapes       |            | Justin Michael | 2021. április 15. |                |
| 32. | 2.  | The Iceberg Car      |            | Lindsay Katai  | 2021. április 15. |                |
| 33. | 3.  | The Old West Car     |            | Alex Horab     | 2021. április 15. |                |
| 34. | 4.  | The Pig Baby Car     |            | Lindsay Katai  | 2021. április 15. |                |
| 35. | 5.  | The Astro Queue Car  |            | Alex Horab     | 2021. április 15. |                |
| 36. | 6.  | The Party Car        |            | Justin Michael | 2021. április 15. |                |
| 37. | 7.  | The Art Gallery Car  |            | Alex Horab     | 2021. április 15. |                |
| 38. | 8.  | The Mega Maze Car    |            | Justin Michael | 2021. április 15. |                |
| 39. | 9.  | The Castle Car       |            | Lindsay Katai  | 2021. április 15. |                |
| 40. | 10. | The Train to Nowhere |            | Alex Horab     | 2021. április 15. |                |